# États généraux (bioéthique)
Les états généraux concernant les sujets de bioéthique sont une forme de consultation citoyenne prévue pour recueillir l'avis de la population avant de modifier les lois de bioéthique existant en France.

## Le cadre légal et historique

### Le dispositif légal
L'obligation d'organiser une consultation nationale citoyenne avant de réviser la loi bioéthique a été introduite dans l'article 46 de la loi de bioéthique du 7 juillet 2011 : "Tout projet de réforme sur les problèmes éthiques et les questions de société soulevés par les progrès de la connaissance dans les domaines de la biologie, de la médecine et de la santé doit être précédé d'un débat public sous forme d'états généraux". Cette consultation est liée au fait que la loi bioéthique, depuis sa version de 2011, doit faire l'objet d'une révision par le Parlement au plus tard dans les 7 ans qui suivent sa mise en œuvre. Selon cette même loi, la responsabilité d'organiser ces États généraux incombe au Comité consultatif national d'éthique (CCNE), en lien avec le Parlement.
Les états généraux, dans leur formule initiale, réunissent des conférences de citoyens choisis de manière à représenter la société dans sa diversité. Après avoir reçu une formation préalable, ceux-ci débattent et rédigent un avis ainsi que des recommandations qui sont rendus publics.

### Le précédent des états généraux de 2009
L'initiative d'organiser une telle consultation publique revient au gouvernement Fillon de l'époque. La ministre de la Santé, Roselyne Bachelot, a inauguré les états généraux en 2009 en déclarant : « Les questions de bioéthique ne sont pas des questions techniques dont seuls quelques spécialistes maîtriseraient les termes. Leur résolution détermine de surcroit la forme de lien social et les modalités du “vivre ensemble” que nous choisirons et qui engagent l'avenir des générations futures. Leur contenu éthique suppose donc un large débat public ».
Trois forums régionaux ont été mis en œuvre à Marseille, Rennes et Strasbourg. Dans chaque ville, un panel d'une vingtaine de citoyens a été formé par des spécialistes pendant deux fois deux jours, puis a émis des recommandations sur l'un des trois sujets sélectionnés : recherche sur les cellules souches et l'embryon, assistance médicale à la procréation, greffes et médecine prédictive. Par ailleurs, un site internet dédié a permis à plus de 70 000 citoyens de déposer des contributions sur différents thèmes bioéthiques. Un rapport final faisant la synthèse de tous ces avis a été publié le 2 juillet 2009.
Ces consultations, qui ont eu un réel succès, ont incité le député Jean Leonetti à déposer une proposition de loi pour rendre à l'avenir obligatoire ce type de débats publics dans le domaine bioéthique. Le contenu de cette proposition de loi, adopté par l'Assemblée nationale, a ensuite été intégré par amendement dans l'article 46 de la loi du 7 juillet 2011précitée.

### Le refus d'en organiser en 2013
Pourtant, dès l'année suivante, une proposition de loi du sénateur Jacques Mézard, visant à introduire un principe général d'autorisation de la recherche sur l'embryon et les cellules souches embryonnaires, a été examinée et votée par le Parlement sans aucun débat public préalable. Plusieurs organismes ou associations opposés à cette évolution ont fait valoir qu'il s'agissait d'une réforme bioéthique majeure, qui aurait donc dû être précédée d'états généraux sur ce thème. Le Conseil constitutionnel a néanmoins validé cette loi du 6 août 2013, en considérant que l'obligation d'organiser des états généraux n'était que de valeur législative, et donc qu'une autre loi pouvait ne pas respecter cette règle.

## Les états généraux de 2018
Les états généraux de bioéthique qui se sont déroulés au début de l'année 2018 avaient pour but de préparer la révision de la loi bioéthique de 2011. Plusieurs outils ont été mis à disposition par le  Comité consultatif national d'éthique (CCNE), l'instance chargée d'organiser cette consultation au niveau national et régional. Les débats se sont majoritairement focalisés sur l’élargissement de la PMA aux célibataires et aux couples de femmes, mettant en lumière l'absence de consensus en France sur ce sujet. De nombreux sujets scientifiques et médicaux ont également été abordés, comme la recherche sur l'embryon, la génomique, les dons d'organes, les neurosciences, etc. Un rapport complet de cette consultation nationale a été établi par le CCNE, précédant d'autres rapports et le dépôt d'un projet de loi par le gouvernement prévu à l'origine avant fin 2018, et finalement présenté en juillet 2019.

### Les neuf thèmes de consultation
Autour du thème général « Quel monde voulons-nous pour demain ? », le CCNE a choisi neuf thèmes de consultation : les sept premiers sont directement liés au contenu de la loi bioéthique et les deux derniers sont considérés comme « sociétaux »:
- l’avancée de la recherche dans les domaines de la reproduction, du développement embryonnaire et des cellules souches et le respect dû à l’embryon comme personne potentielle ;
- les techniques de séquençage et d’ingénierie génomique et les prémices d’une médecine prédictive ;
- les dons et transplantations d’organes ;
- les données de santé, notamment au regard du développement des objets connectés et des risques d’atteintes à la vie privée ;
- l’intelligence artificielle et les robots et la responsabilité des professionnels de santé vis-à-vis de leur utilisation ;
- les neurosciences au regard du développement des techniques d’imagerie ;
- la relation santé-environnement et les responsabilités scientifiques et techniques de l’homme ;
- la procréation (PMA, GPA, etc.) ;
- la fin de vie (question sur la légalisation de l’assistance au suicide, politiques d’accompagnement pour les malades en fin de vie).

### Les outils de consultation
Le CCNE a mis en place, entre janvier et mai 2018, plusieurs outils pour permettre aux citoyens, aux associations, aux sociétés savantes et à divers organismes intéressés de s'exprimer sur ces différentes questions. Les quatre principaux outils ont été les suivants :

#### Un site internet
Ouvert le 12 février et clôturé le 30 avril 2018, le site web www.etatsgenerauxdelabioethique.fr a attiré, selon le rapport officiel du CCNE publié en juin, 183 498 visiteurs uniques : 29 032 participants différents y ont déposé 64 985 contributions qui ont elles-mêmes généré 832 773 votes. Ce bilan est considéré comme positif par le président du CCNE Jean-François Delfraissy, même si 69% des contributions se sont concentrées sur les 2 sujets dits "sociétaux" autour de la PMA et de la fin de vie.
| Thèmes                                      | Contributions | Votes   | Participants |
| Cellules souches et Recherche sur l’embryon | 7 883         | 147 156 | 11 816       |
| Examens génétiques et médecine génomique    | 3 527         | 49 275  | 6 012        |
| Dons et transplantation d’organes           | 2 390         | 29 270  | 5 477        |
| Neurosciences                               | 1 458         | 16 636  | 2 877        |
| Données de santé                            | 1 188         | 16 021  | 2 731        |
| Intelligence artificielle et robotisation   | 1 853         | 21 355  | 4 514        |
| Santé et environnement                      | 2 034         | 21 559  | 3 346        |
| Procréation et société                      | 29 106        | 317 417 | 17 560       |
| Prise en charge de la fin de vie            | 15 541        | 214 346 | 14 755       |

Source : le site web de consultation en ligne www.etatsgenerauxdelabioethique.fr.

#### Les débats en région
La plupart des rencontres ont été organisées par les Espaces de réflexion éthique régionaux (ERER), organismes créés par la loi bioéthique de 2004 pour démultiplier localement la réflexion et la formation sur l'éthique médicale. Selon le rapport du CCNE qui en fait l'analyse, 271 évènements ont eu lieu du 10 janvier au 30 avril 2018, réunissant environ 21 000 participants. Le rapport souligne que "les ERER ont bénéficié d’une grande liberté pour l’organisation des débats. Les méthodes et les thèmes abordés se sont ainsi déclinés régionalement, selon les finalités assignées aux événements (sensibiliser la population - par une projection de film par exemple -, provoquer le débat…)
Les deux principaux thèmes traités ont été « Procréation et société » et « Examens génétiques et médecine génomique », suivis par « La fin de vie » et « La place du patient dans le système de santé ».
Chaque ERER a transmis un rapport de synthèse au CCNE, faisant le bilan quantitatif et qualitatif des consultations organisées dans sa région. Ces rapports montrent la grande diversité des méthodes utilisées : colloques ouverts au grand public ou à des publics spécifiques (professionnels de santé, jeunes...), questionnaires en ligne sur des sujets comme la PMA ou la fin de vie, auditions d'organismes locaux, ateliers thématiques, etc. Ils établissent par grand thème traité une analyse des arguments échangés par les citoyens, mettant en lumière les mesures consensuelles et celles faisant l'objet de désaccords. Tous ces rapports régionaux sont disponibles sur le site internet des États généraux de la bioéthique.

#### Les auditions
Le rapport du CCNE mentionne que 154 auditions ont eu lieu du 15 février au 24 mai 2018, concernant 88 associations d’usagers de santé et groupes d’intérêt d’envergure nationale, 36 sociétés savantes(scientifiques ou médicales), 9 groupes de courants de pensée philosophiques ou religieux et 18 grandes institutions.
Il a été demandé à chaque organisme auditionné d'établir une note de synthèse de ses positions. L'ensemble de ces documents, également disponibles au grand public via le site internet des États généraux de la bioéthique, constitue une contribution majeure au débat national compte tenu de la très grande diversité des thèmes et propositions émises

#### Le comité citoyen
Cet outil de consultation est le seul formellement prévu par l'article 46 de la loi bioéthique de 2011, sous forme de conférences de citoyens : « Les états généraux (...) réunissent des conférences de citoyens choisis de manière à représenter la société dans sa diversité. Après avoir reçu une formation préalable, ceux-ci débattent et rédigent un avis ainsi que des recommandations qui sont rendus publics. Les experts participant à la formation des citoyens et aux états généraux sont choisis en fonction de critères d'indépendance, de pluralisme et de pluridisciplinarité. »
Un seul comité a été organisé par le CCNE avec l'aide d'un institut de sondage, la société KantarPublic. 22 citoyens français, dont le nom n'a pas été diffusé, se sont réunis pendant 8 journées pour recevoir une formation, débattre entre eux et parvenir à rédiger un document. Celui-ci contient une "Opinion" sur le fond et la forme du processus de consultation global, ainsi que deux contributions thématiques choisies par le groupe, l'une sur "Fin de vie" et l'autre sur "Génomique en pré-conceptionnel".

### Le rapport de synthèse
Un compte-rendu de toutes les contributions locales et nationales a été rendu établi par le CCNE et rendu public le 5 juin 2018. Commentant ce rapport, le président du CCNE, Jean-François Delfraissy, a affirmé : "ces États généraux ont été un beau moment de démocratie sanitaire", tout en soulignant que le rapport «ne représente pas forcément l'opinion de la population générale». Il a constaté qu'il n’y a clairement pas de consensus en France sur la procréation médicalement assistée, mais que "certaines valeurs sont très majoritairement partagées, en particulier l’attachement à l’autonomie des personnes et à la non-commercialisation du corps humain."     Pour lui, "ce socle de valeurs, que l'on ne trouve plus forcément dans le milieu anglo-saxon, définit peut-être une éthique à la française. Enfin, ces états généraux ont aussi mis à jour une inquiétude et des interrogations des citoyens sur les scientifiques et les médecins. On sent une méfiance naissante vis-à-vis de la médecine, certes minoritaire, mais à laquelle il faut faire attention."
Il était initialement prévu de clôturer ces États généraux par un évènement d'ampleur nationale en juillet 2018, mais cet évènement n'a pas eu lieu